# Malaiàlam
|  | No s'ha de confondre amb Malai. |

El malaiàlam (മലയാളം, malayāḷaṁ, [mɐləjaːɭɐm]) o malabar és una de les quatre principals llengües dravídiques del sud de l'Índia. Es parla principalment a Kerala, al sud-oest de l'Índia, i és una de les 22 llengües oficials d'aquest país, també al territori de la Unió de Lakshadweep, on també és oficial, i a l'illa de Mahé (Seychelles). El parlen aproximadament 36 milions de persones.
El malaiàlam va ser designada llengua clàssica de l'Índia el 2013.

## Estatus i origen
El malaiàlam té estatus de llengua oficial a Kerala, Lakshadweep i Puducherry (Mahé), i també és la principal llengua parlada de Lakshadweep. El malaiàlam és parlat per 35,6 milions de persones a l'Índia. El malaiàlam també és parlat per minories lingüístiques als estats veïns; amb un nombre significatiu de parlants als districtes de kannada de Kodagu i Dakshina de Karnataka, i als districtes de Kanyakumari, Coimbatore i Nilgiris de Tamil Nadu. També és parlat per la diàspora malayali a tot el món, especialment als països del Golf Pèrsic, a causa de les grans poblacions d'expatriats Malayalikal que hi ha. Són una població significativa a totes les ciutats de l'Índia, com ara Mumbai, Bangalore, Chennai, Delhi, Hyderabad, etc.
L'origen del malaiàlam continua sent un tema de controvèrsia entre els estudiosos. La visió dominant sosté que el malaiàlam descendeix d'un dialecte costaner occidental del tàmil mitjà primerenc i se'n va separar en algun moment entre els segles IX i XIII. Aquest dialecte occidental també va conservar alguns arcaismes que suggereixen una divergència anterior dels dialectes parlats en el període prehistòric. Una segona visió argumenta a favor del desenvolupament de les dues llengües a partir del protodravidià o prototàmil-malaiàlam ja sigui en el període prehistòric o a mitjans del primer mil·lenni dC,  tot i que això és generalment rebutjat pels lingüistes històrics. Les plaques de coure sirianes Quilon del 849/850 dC són considerades per alguns com la inscripció més antiga disponible escrita en malaiàlam antic. Tanmateix, l'existència de l'antic malaiàlam de vegades és discutida pels estudiosos. Consideren la llengua inscripcional Chera Perumal com un dialecte o varietat divergent del tàmil contemporani. L'obra literària més antiga que es conserva en malaiàlam, diferent de la tradició tàmil, és Ramacharitam (finals del segle XII o principis del XIII).
L'escriptura més antiga utilitzada per escriure malaiàlam va ser l’escriptura Vatteluttu. L’escriptura malaiàlam actual es basa en l'escriptura Vatteluttu, que es va ampliar amb lletres de l'escriptura Grantha per adoptar préstecs indoaris. Té una gran similitud amb l’escriptura Tigalari, una escriptura històrica que es va utilitzar per escriure la llengua Tulu al sud de Canara i el sànscrit a la regió adjacent de Malabar. La gramàtica malaiàlam moderna es basa en el llibre Kerala Panineeyam escrit per AR Raja Raja Varma a finals del segle xix. El primer relat de viatge en qualsevol llengua índia és el Malaiàlam Varthamanappusthakam, escrit per Paremmakkal Thoma Kathanar el 1785.
Robert Caldwell descriu l'extensió del malaiàlam al segle xix com una llengua que s'estenia des de les rodalies de Kumbla, al nord, on substitueix el tulu, fins a Kanyakumari, al sud, on comença a ser substituït pel tàmil, al costat de les illes habitades de Lakshadweep, al mar d'Aràbia.

## Etimologia
En un poema del segle VII escrit pel poeta tàmil Sambandar, la gent de Kerala és coneguda com a malaiyāḷar (gent de la muntanya). També es diu que la paraula Malayalam prové de les paraules mala, que significa  muntanya, i alam, que significa  regió o nau (com a municipi); Malayalam per tant, es tradueix directament com a la regió muntanyosa. El terme malabar es va utilitzar com a terme alternatiu per al malaiàlam en cercles de comerç exterior per designar la costa sud-oest de la península índia, que també significa La terra dels turons. El terme es referia originalment a la terra muntanyosa occidental de la dinastia Txera (més tard Samorin i el Regne de Cochin), el Regne d'Ezhimala (més tard Kolathunadu) i el Regne d'Ay (més tard Travancore), i només més tard es va convertir en el nom de la seva llengua. La llengua malaiàlam es deia alternativament Alealum, Malayalani, Malayali, Malabari, Malean, Maliyad, Mallealle i Kerala Bhasha fins a principis del segle xix.
Les primeres obres literàries existents en la llengua regional de l'actual Kerala probablement daten del segle XII. En aquella època, la llengua es diferenciava pel nom Kerala Bhasha. La primera menció del malaiàlam com a llengua es troba fora de Kerala a l'obra telugu del segle xv Śrībhīmēśvarapurāṇamu de Śrīnātha. La identitat distintiva amb el nom malaiàlam d'aquesta llengua sembla que va començar a existir a Kerala al voltant del segle XVI, quan era coneguda com a Malayayma o Malayanma; les paraules també s'utilitzaven per referir-se a l’escriptura i a la regió. Segons Duarte Barbosa, un visitant portuguès que va visitar Kerala a principis del segle xvi, la gent de la costa sud-oest de Malabar a l'Índia, des de Kumbla al nord fins a Kanyakumari al sud, tenia una llengua única, que anomenaven Maliama.
Abans d'aquest període, la gent de Kerala solia anomenar la seva llengua tàmil, i ambdós termes es van superposar durant el període colonial. Abans d'aquesta encunyació relativament moderna de malayalam, la identitat és encara més tensa, ja que la gent de Kerala es referia més sovint a la seva llengua com a tàmil, tal com ho havien fet els dels regnes dominants de Tamil Nadu, a l'est dels Ghats occidentals, des dels primers segles dC. L'ús de l'etiqueta tàmil va continuar superposant-se amb el de malaiàlam durant el període colonial.

## Història

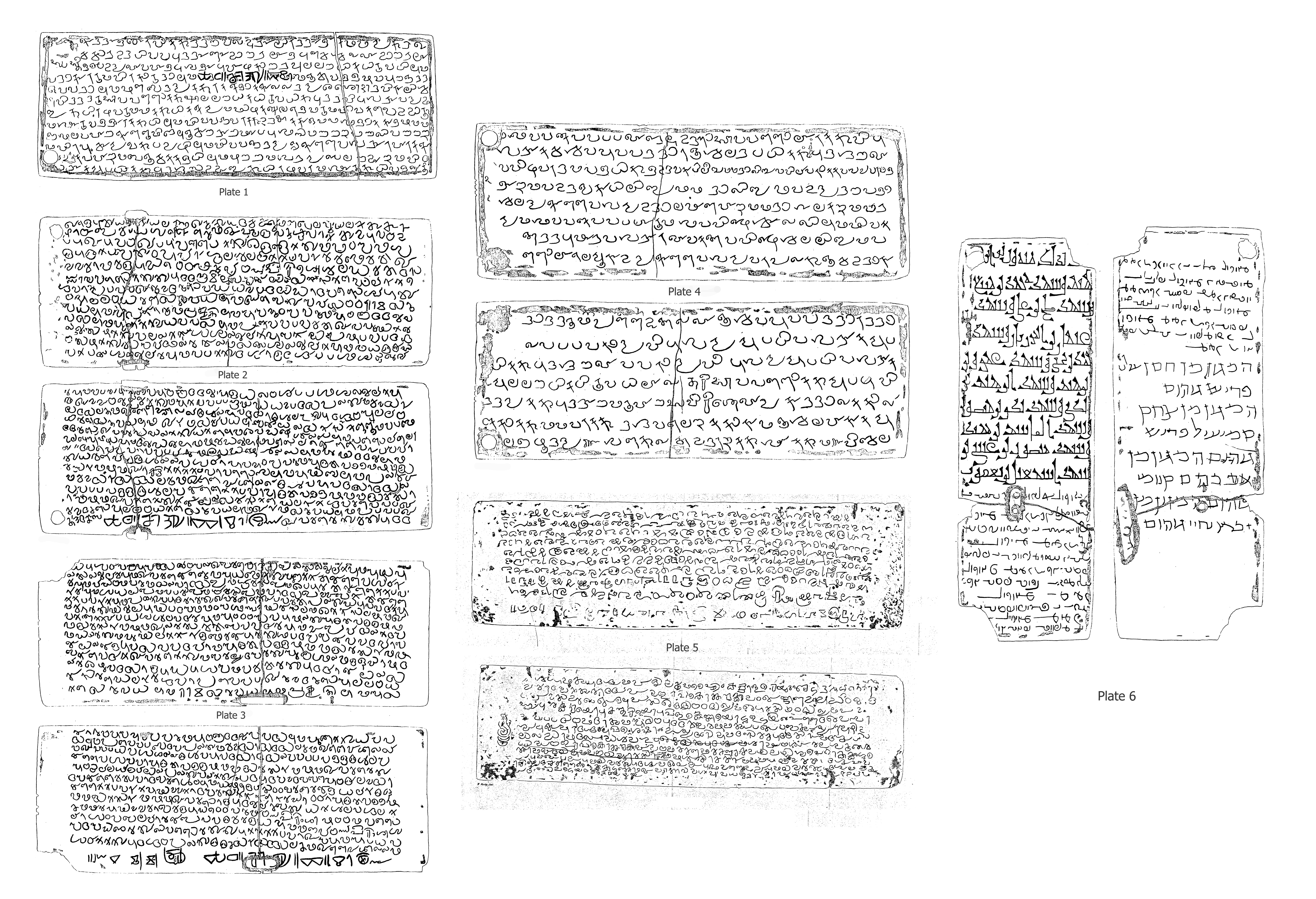
Les plaques de coure sirianes Quilon (849/850 dC) es consideren la inscripció més antiga disponible escrita en malayalam antic. A més de l'antic malayalam, la placa de coure també conté signatures en àrab (escriptura cúfica), persa mitjana (escriptura pahlavi cursiva) i judeopersa (hebreu quadrat estàndard).

A causa de l'aïllament geogràfic de la costa de Malabar de la resta de la península índia a causa de la presència de les serralades dels Ghats Occidentals, que es troben paral·leles a la costa, el dialecte del tàmil antic que es parlava a Kerala era diferent del que es parlava a Tamil Nadu. La visió dominant sosté que el malaiàlam va començar a créixer com a llengua literària diferent del dialecte costaner occidental del tàmil mitjà i que la separació lingüística es va completar entre els segles IX i XIII. Els reconeguts poetes del tàmil clàssic com ara Paranar (segle I dC), Ilango Adigal (segles II-III dC) i Kulasekhara Alvar (segle IX dC) eren keralites. Les obres de Sangam es poden considerar com l'antic predecessor del malaiàlam.
Alguns estudiosos, però, creuen que tant el tàmil com el malaiàlam es van desenvolupar durant el període prehistòric a partir d'un avantpassat comú, el proto-tàmil-malaiàlam, i que la noció que el malaiàlam sigui una filla del tàmil mitjà primerenc és errònia. Això es basa en el fet que el malaiàlam i diverses llengües dravídiques de la costa occidental tenen característiques arcaiques comunes que no es troben ni tan sols a les formes històriques més antigues del tàmil literari. Malgrat això, el malaiàlam comparteix moltes innovacions comunes amb el tàmil que van sorgir durant el període tàmil mitjà primerenc, cosa que fa que la descendència independent sigui insostenible.  Per exemple, el tàmil antic no té els pronoms de primera i segona persona plural amb la terminació kaḷ. És a l'etapa del tàmil mitjà primerenc que kaḷ apareix per primera vegada.
De fet, la majoria de les característiques de la morfologia del malaiàlam deriven d'una forma de parla corresponent al tàmil mitjà primerenc.
Robert Caldwell, al seu llibre de 1856 A Comparative Grammar of the Dravidian or South-Indian Family of Languages, va opinar que el malayalam literari es va ramificar del tàmil clàssic i amb el temps va guanyar una gran quantitat de vocabulari sànscrit i va perdre les terminacions personals dels verbs. Com a llengua d'erudició i administració, el tàmil antic, que s'escrivia en tàmil-brahmi i més tard en l'alfabet vatteluttu, va influir enormement en el desenvolupament inicial del malayalam com a llengua literària. L’escriptura malaiàlam va començar a divergir de les escriptures vatteluttu i grantha occidental als segles VIII i IX de l’era comuna. A finals del segle XIII, va sorgir una forma escrita de la llengua que era única de l'escriptura vatteluttu que s'utilitzava per escriure tàmil a la costa oriental.
Durant la Wikimania 2010, Jimmy Wales feu la presentació d'un CD de la Viquipèdia en malaiàlam que el govern del Kerala ha distribuït a 7.000 escoles de la regió.

### Malaiàlam antic
El malaiàlam antic (Paḻaya Malayāḷam), una llengua inscripcional que es troba a Kerala des del segle IX fins al segle XIII, és la forma més antiga de malaiàlam testimoniada. L'inici del desenvolupament del malaiàlam antic a partir d'un dialecte costaner occidental del tàmil mitjà es pot datar al voltant del segle VIII. Va romandre com a dialecte de la costa oest fins al segle IX o una mica més tard.  L'origen del calendari malaiàlam es remunta a l'any 825. En general, s'acorda que el dialecte costaner occidental del tàmil va començar a separar-se, divergir i créixer com a llengua diferent a causa de la separació geogràfica de Kerala del país tàmil i la influència del sànscrit i el pràcrit dels brahmans nambudiri de la costa de Malabar.
L’antic malaiàlam es va emprar en diversos registres i transaccions oficials (al nivell dels reis Chera Perumal, així com als temples dels pobles de casta superior (Nambudiri). La majoria de les inscripcions en antic malaiàlam es van trobar als districtes del nord de Kerala, els que es troben adjacents a Tulu Nadu. L'antic malaiàlam s'escrivia principalment en escriptura Vatteluttu (amb caràcters Pallava/Grantha del sud). L'antic malaiàlam tenia diverses característiques diferents del tàmil contemporani, que inclouen la nasalització dels sons adjacents, la substitució de sons palatals per sons dentals, la contracció de les vocals i el rebuig dels verbs de gènere. Ramacharitam i Thirunizhalmala són les possibles obres literàries d’antic malaiàlam trobades fins ara.

### Malaiàlam mitjà
El malaiàlam antic es va convertir gradualment en el malaiàlam mitjà (Madhyakaala Malayalam) al segle XIII d.C. La literatura malayalam també va divergir completament de la literatura tàmil durant aquest període. Obres com Unniyachi Charitham, Unnichiruthevi Charitham i Unniyadi Charitham, estan escrites en malaiàlam mitjà i es remunten als segles XIII i XIV de l’Era Comú. Els Sandesha Kavya del segle XIV EC escrits en llenguatge Manipravalam són Unnuneeli Sandesam. Kannassa Ramayanam i Kannassa Bharatham de Rama Panikkar dels poetes Niranam que van viure entre 1350 i 1450, són representatius d'aquesta llengua. Ulloor ha opinat que Rama Panikkar ocupa la mateixa posició en la literatura malaiàlam que Edmund Spenser en la literatura anglesa. Els Champu Kavyas escrits per Punam Nambudiri, un dels Pathinettara Kavikal (divuit poetes i mig) de la cort dels Samorin, també pertanyen al malaiàlam mitjà. Les obres literàries d'aquest període van estar molt influenciades pel Manipravalam, que era una combinació de tàmil i sànscrit contemporanis. La paraula Mani-Pravalam significa literalment Diamant-Coral o Rubí-Coral. El text Lilatilakam del segle XIV afirma que el Manipravalam és una Bhashya (llengua) on «el Dravida i el sànscrit s'han de combinar com el robí i el corall, sense el més mínim rastre de discòrdia». Les escriptures de Kolezhuthu i Malayanma també es van utilitzar per escriure el malayalam mitjà. A més de les escriptures Vatteluthu i Grantha, aquestes es van utilitzar per escriure el malaiàlam antic. Les obres literàries escrites en malaiàlam mitjà van ser fortament influenciades pel sànscrit i el pràcrit, tot i que es comparen amb la literatura malaiàlam moderna.

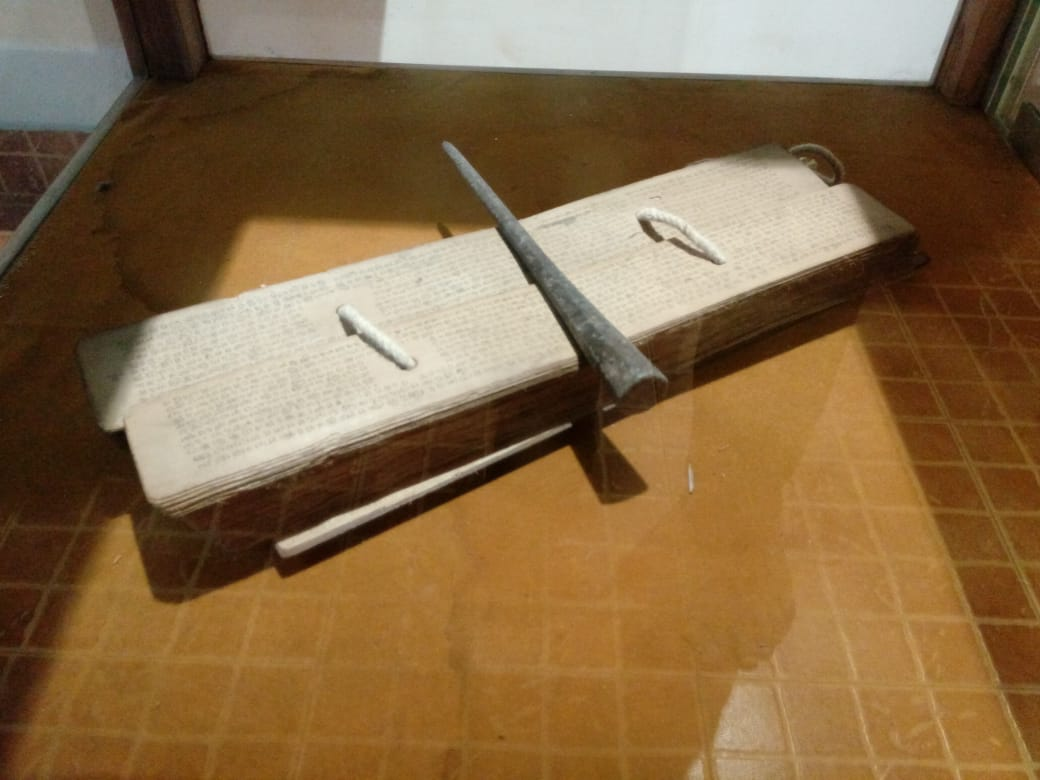
Còpia de l'estil d'Ezhuthachan i Adhyatma Ramayanam conservada a Thunchan Parambu, Tirur

### Malaiàlam modern
El malaiàlam mitjà va ser succeït pel malaiàlam modern (Aadhunika Malayalam) al segle xv d.C. El poema Krishnagatha escrit per Cherusseri Namboothiri, que va ser el poeta de la cort del rei Udaya Varman Kolathiri (1446–1475) de Kolathunadu, està escrit en malaiàlam modern. La llengua utilitzada en Krishnagatha és la forma parlada moderna del malaiàlam. Durant el segle xvi dC, Thunchaththu Ezhuthachan del Regne de Tanur i Poonthanam Nambudiri del Regne de Valluvanad, van seguir la nova tendència iniciada per Cherussery en els seus poemes. L’Adhyathmaramayanam Kilippattu i Mahabharatham Kilippattu, escrits per Ezhuthachan, i Jnanappana, escrits per Poonthanam, també s'inclouen a la forma més antiga del Malaiàlam modern.
|           | Carta | Carta | Carta | Carta | Carta |
| Guió      | ka    | kha   | ga    | gha   | ṅa    |
| --------- | ----- | ----- | ----- | ----- | ----- |
| Malayalam | Ka    | ഖ     | ഗ     | ഘ     | ങ     |
| Grantha   | 𑌕     | 𑌖     | 𑌗     | 𑌘     | 𑌙     |
| Tigalari  | 14    | 14    | 1.    | 14    | 1.    |
| Tàmil     | க     |       |       |       | ங     |
| Singalès  | ක්     | ඛ     | ග     | ඝ     | 4     |
| Kannada   | Ka    | ಖ     | ಗ     | ಘ     | ಙ     |

A Thunchaththu Ezhuthachan també se li atribueix el desenvolupament de l’escriptura malaiàlam a la forma actual mitjançant la barreja i modificació de les escriptures antigues Vatteluttu, Kolezhuthu i Grantha, que es van utilitzar per escriure les inscripcions i obres literàries del malaiàlam antic i mitjà. A més, va eliminar les lletres excessives i innecessàries de l'escriptura modificada. Per tant, Ezhuthachan també és conegut com el pare del malaiàlam modern. El desenvolupament de l'escriptura malaiàlam moderna també va estar molt influenciat per l’escriptura Tigalari, que es va utilitzar per escriure sànscrit, a causa de la influència dels brahmans Tuluva a Kerala. La llengua utilitzada a les obres malaiàlam àrab dels segles XVI-XVII és una barreja de malaiàlam modern i àrab. Segueixen la sintaxi del malaiàlam modern, tot i que escrites en una forma modificada d’escriptura àrab, que es coneix com a escriptura malaiàlam àrab. P. Shangunny Menon atribueix l'autoria de l'obra medieval Keralolpathi, que descriu la llegenda de Parashurama i la partida del darrer rei Cheraman Perumal a la Meca, a Thunchaththu Ramanujan Ezhuthachan.
Kunchan Nambiar va introduir una nova forma literària anomenada Thullal, i Unnayi Variyar va introduir reformes en la literatura d'Attakkatha. La impremta, la literatura en prosa i el periodisme malaiàlam es van desenvolupar després de la segona meitat del segle xviii. Els moviments literaris moderns en la literatura malaiàlam van començar a finals del segle xix amb l'auge del famós Triumvirat Modern format per Kumaran Asan, Ulloor S. Parameswara Iyer i Vallathol Narayana Menon. A la segona meitat del segle XX, poetes i escriptors guanyadors del Jnanpith com G. Sankara Kurup, SK Pottekkatt, Thakazhi Sivasankara Pillai, MT Vasudevan Nair, ONV Kurup i Akkitham Achuthan Namboothiri van fer valuoses contribucions a la literatura malaiàlam moderna. La vida i les obres d’Edasseri Govindan Nair han adquirit una major importància socioliterària després de la seva mort i ara Edasseri és reconegut com un poeta important del malaiàlam. Més tard, escriptors com OV Vijayan, Kamaladas, M. Mukundan, Arundhati Roy i Vaikom Muhammed Basheer han obtingut reconeixement internacional. El malaiàlam també ha manllevat moltes de les seves paraules de diverses llengües estrangeres: principalment de les llengües semítiques, inclòs l'àrab, i de les llengües europees, incloses l'holandès i el portuguès, a causa de la llarga herència del comerç de l'oceà Índic i la colonització portuguesa-holandesa de la costa de Malabar.

## Sistema d'escriptura

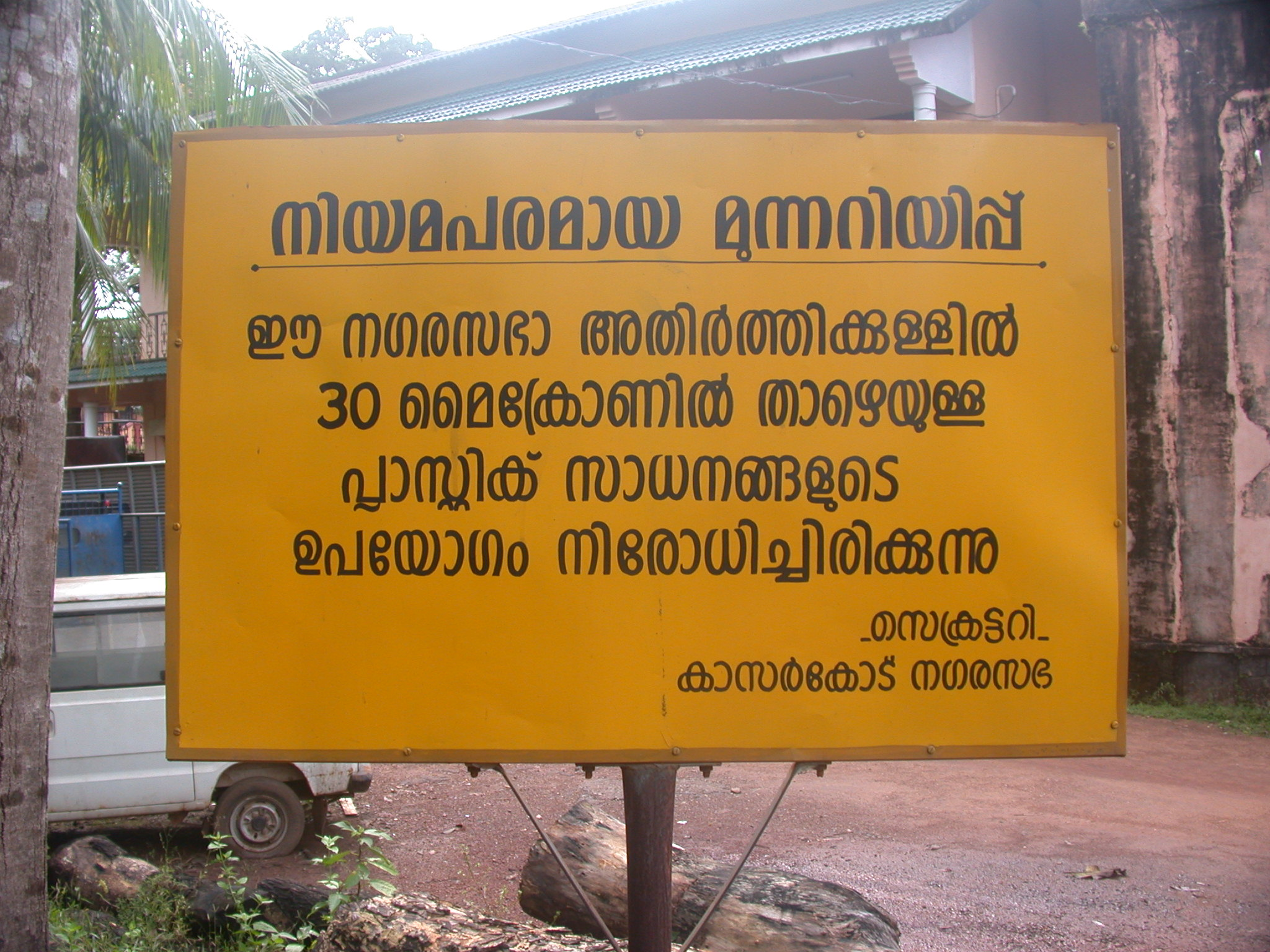
Un cartell en malaiàlam que fa servir la grafia malaiàlam

Històricament, s'han emprat uns quants sistemes gràfics per a escriure aquesta llengua. Entre tota aquesta varietat, convé destacar les grafies vattezhuthu, kolezhuthu i malayanma. Amb tot, va ser l'escriptura grantha, una altra variant del brahmi meridional, la que va fer originar el sistema gràfic del malaiàlam modern. Es tracta d'un sistema sil·làbic en la mesura en què la seqüència d'elements gràfics significa que les síl·labes s'han de llegir com a unitats, tot i que en aquest sistema els elements que representen vocals individuals i consonants són en gran part de bon identificar. A la dècada del 1960, el malaiàlam feia servir moltes lletres especials que representaven conjunts consonàntics menys usuals i combinacions de la vocal /u/ amb consonants diferents.
El sistema d'escriptura del malaiàlam consisteix en 53 lletres que inclouen 16 vocals i 37 consonants. L'estil d'escriptura inicial fou substituït pel sistema actual a partir del 1981. Aquest canvi va permetre la reducció dels caràcters anteriors de 900 a menys de 90 i es va fer sobretot a fi de poder incloure el malaiàlam als teclats de màquines d'escriure i dels ordinadors.
El 1999, un grup anomenat Rachana Akshara Vedi va editar un joc de fonts gratuïtes que conté el repertori de lletres complet de més de 900 glifs del malaiàlam. El 2004, les fonts es van editar sota la llicència GNU GPL per part de Richard Stallman, de la Fundació per al Programari Lliure de la Universitat de Ciència i Tecnologia de Cochin, a Kochi, Kerala.
Malgrat el fet que no arribaren a ser populars, el malaiàlam també s'ha escrit amb altres sistemes gràfics com ara l'alfabet llatí i l'escriptura àrab; aquest darrer es va ensenyar sobretot a les madrasses de les Illes Lakshadweep.

## Fonologia

### Consonants
|                    |                    |                    |                    | Bilabial  | Bilabial  | Labiodental | Dental    | Dental    | Alveolar  | Retroflexa | Retroflexa | Palatal    | Palatal    | Velar     | Velar     | Glotal  |
| ------------------ | ------------------ | ------------------ | ------------------ | --------- | --------- | ----------- | --------- | --------- | --------- | ---------- | ---------- | ---------- | ---------- | --------- | --------- | ------- |
| Oclusiva           | Oclusiva           | No aspirada        | No aspirada        | /p/ പ p   | /b/ ബ b   |             | /t̪/ ത t   | /d̪/ ദ d   | /t/ * t   | /ʈ/ ട ṭ    | /ɖ/ ഡ ḍ    | /t͡ʃ/ ച c   | /d͡ʒ/ ജ j   | /k/ ക k   | /ɡ/ ഗ g   |         |
| Oclusiva           | Oclusiva           | Aspirada           | Aspirada           | /pʰ/ ഫ ph | /bʱ/ ഭ bh |             | /t̪ʰ/ ഥ th | /d̪ʱ/ ധ dh |           | /ʈʰ/ ഠ ṭh  | /ɖʱ/ ഢ ḍh  | /t͡ʃʰ/ ഛ ch | /d͡ʒʱ/ ഝ jh | /kʰ/ ഖ kh | /ɡʱ/ ഘ gh |         |
| Nasal              | Nasal              | Nasal              | Nasal              | /m/ മ m   | /m/ മ m   |             | /n̪/ ന n   | /n̪/ ന n   | /n/ ന * n | /ɳ/ ണ ṇ    | /ɳ/ ണ ṇ    | /ɲ/ ഞ ñ    | /ɲ/ ഞ ñ    | /ŋ/ ങ ṅ   | /ŋ/ ങ ṅ   |         |
| Aproximant         | Aproximant         | Aproximant         | Aproximant         |           |           | /ʋ/ വ v     |           |           |           | /ɻ/ ഴ l    | /ɻ/ ഴ l    | /j/ യ y    | /j/ യ y    |           |           |         |
| Líquida            | Líquida            | Líquida            | Líquida            |           |           |             |           |           | /r/ റ r   |            |            |            |            |           |           |         |
| Fricativa          | Fricativa          | Fricativa          | Fricativa          |           |           | /f/ ഫ* f    | /s̪/ സ s   | /s̪/ സ s   |           | /ʂ/ ഷ ṣ    | /ʂ/ ഷ ṣ    | /ɕ/ ശ ś    | /ɕ/ ശ ś    |           |           | /ɦ/ ഹ h |
| Vibrant            | Vibrant            | Vibrant            | Vibrant            |           |           |             |           |           | /ɾ/ ര r   |            |            |            |            |           |           |         |
| Aproximant lateral | Aproximant lateral | Aproximant lateral | Aproximant lateral |           |           |             |           |           | /l/ ല l   | /ɭ/ ള ḷ    | /ɭ/ ള ḷ    |            |            |           |           |         |

- L'oclusiva alveolar plosiva no aspirada solia tenir un caràcter distint, però s'ha fet obsolet, ja que només apareix sota una forma geminada (quan és geminada s'escriu amb un റ sota un altre റ) o seguint immediatament altres consonants (en aqueixos casos, റ o ററ s'escriu usualment en forma reduïda davall la primera consonant). Per veure quina aparença tenia aquella lletra, cerqueu la lletra malaiàlam a la fila de t aquí Arxivat 2006-07-14 a Wayback Machine..
- La nasal alveolar solia tenir un caràcter a part, però actualment aquest és obsolet (per veure a què s'assemblava, cerqueu la lletra malaiàlam a la fila de n ací Arxivat 2006-07-14 a Wayback Machine.), i aquest so ara es representa gairebé exclusivament amb el símbol que s'emprava al principi només per a la nasal dental. Nogensmenys, tots dos sons s'usen molt en la parla popular i en el malaiàlam oficial, però no se'n fa cap distinció escrita.
- La lletra ഫ representa alhora /pʰ/, un fonema autòcton, i /f/, que només apareix en manlleus.